# Afrika Bambaataa
Afrika Bambaataa er en amerikansk hiphop-DJ, der blev født i Bronx i 1957 under det borgerlige navn Kevin Donovan. Dette navn blev dog skiftet ud med det gamle zulu-høvdinge navn i slutningen af 70'erne, da han begyndte at arrangere block-parties og breakdance-konkurrencer.
I 1980 udsendte han sammen med The Soul Sonic Force singlen 'Zulu Nation Throwdown', der for første gang præsenterede den afroamerikanske organisation Zulu Nation, der var en samling af musikere, breakere og graffitikunstnere, der var – og er – stærkt inspireret af afrikanske legender og historie. 
Efterfølgende udsendte Afrika Bambaataa en række singler, men det var først med 'Planet Rock' fra 1982, at der for alvor kom opmærksomhed på ham. Nummeret samplede den tyske gruppe Kraftwerk's 'Trans-Europe Express' og 'Numbers', og fusionen mellem hiphopbeats og techno skaffede en placering i toppen af hitlisterne – og ikke mindst en gudestatus i breakdance-miljøerne.
Med 'Looking for the Perfect Beat' og 'Unity' holdt Afrika Bambaataa fast i sin popularitet. I 1984 udgav han sit første album 'Shango Funk Theology', der blev fulgt af' Beware (The Funk is Everywhere)' året efter samt 'The Light', der med gæsteoptrædener af bl.a. George Clinton, Boy George og UB40 pegede i nye kunstneriske retninger.
Fra slutningen af 80'erne fokuserede Afrika Bambaataa mest på The Zulu Nation, før han i 1997 vendte tilbage med albummet 'Zulu Groove'.
Det seneste udspil fra den gamle mester var i 2004, hvor 'Dark Matter of Moving at the Speed of Light' kom på gaden.

## Diskografi

### Albums
- 1980: Zulu Nation Throwdown 12"
- 1982: Planet Rock 12"
- 1983: Looking for the Perfect Beat 12"
- 1984: Unity 12"
- 2004: Dark Matter Moving at the Speed of Light